# Darscheid (Hennef)
Darscheid ist ein Ortsteil der Stadt Hennef (Sieg) im Rhein-Sieg-Kreis in Nordrhein-Westfalen. 

## Lage
Der Weiler liegt in einer Höhe von 220 bis 240 Metern über N.N. auf den Hängen des Westerwaldes, aber noch im Naturpark Bergisches Land. Nachbarweiler sind Kraheck und Issertshof im Osten, Lückert im Süden, Sommershof im Westen und Ravenstein im Norden.

## Geschichte
Nach einer Statistik aus dem Jahr 1885 lebten damals in Darscheid 42 Einwohner in 8 Häusern.
1910 gab es in Darscheid die Haushalte Fabrikarbeiter Adolf Gödtner, Ackerer Christian Gödtner, Fabrikarbeiter Heinrich Gödtner und Invalide Jodokus Gödtner sowie die Ackerer Johann Klein, Peter Josef Limbach und Anton Weber.
Bis zum 1. August 1969 gehörte Darscheid zur Gemeinde Uckerath, im Rahmen der kommunalen Neugliederung des Raumes Bonn wurde Uckerath, damit auch der Ort Darscheid, der damals neuen amtsfreien Gemeinde „Hennef (Sieg)“ zugeordnet.